# Wilhelm Stoll Maschinenfabrik GmbH
Wilhelm Stoll Maschinenfabrik GmbH også kaldet STOLL. Tysk producent af frontlæssere med hovedsæde i Lengede i Tyskland.

## Virksomhedens historie
Virksomheden blev grundlagt i 1878 i Luckenwalde ved Berlin. Mellem 1906 og 1945 var virksomheden beliggende i Torgau ved Elben, men efter 2. Verdenskrig blev den genopbygget i Lengede sydøst for Hannover. Virksomheden producerede i mange år roeoptagere, river, rotorvendere og frontlæssere.
I 1997 overtog moderselskabet til JF-Fabriken i Danmark 20 % af aktierne i virksomheden, og i 1999 overtog man de resterende aktier. Efterfølgende indledtes et tættere samarbejde mellem STOLL og JF-Fabriken. I forbindelse med ejerskiftet stoppede produktionen af roeoptagere. STOLL producerede derefter river, rotorvendere og frontlæssere, hvilket komplementerede produkterne fra JF godt.
JF og Wilhelm Stoll Maschinenfabrik GmbH (STOLL) samlede i 2005 alle maskiner til produktion og udfodring af grøntfoder til kvægbrug i et samlet produktprogram, som markedsføres under navnet JF-STOLL. I 2007 blev produktionen af river og rotorvendere flyttet fra Lengede til JF-Fabriken i Sønderborg. Wilhelm Stoll Maschinenfabrik GmbH specialiserede sig herefter i produktion af STOLL frontlæssere.